# Panorpa orientalis
Panorpa orientalis är en näbbsländeart som beskrevs av Maclachlan 1887. Panorpa orientalis ingår i släktet Panorpa och familjen skorpionsländor. Inga underarter finns listade i Catalogue of Life.